# Любощь
Лю́бощь — деревня в Дмитровском районе Орловской области. Входит в состав Домаховского сельского поселения.
Постоянное население с 2004 года отсутствует.

## География
Расположена в 20 км к юго-западу от Дмитровска на небольшой речке Тванке, притоке Расторога, недалеко от границы с Комаричским районом Брянской области. Высота над уровнем моря — 197 м.

## История
Деревня Любощь упоминается с 1-й половины XVII века среди селений Радогожского стана Комарицкой волости Севского уезда.
В 1740 году в Любощи на ночлег останавливалось турецкое посольство.
До конца XVIII века жители Любощи были лично свободными дворцовыми крестьянами. В апреле 1797 года большая часть жителей деревни была роздана мелким помещикам: Дьяченко, Петичинским и Рышковым. При этом 9 семей остались свободными и были отнесены к сословию удельных крестьян.
По данным 10-й ревизии 1858 года в Любощи 207 крестьян и 28 дворовых мужского пола принадлежали малолетним детям Фёдора Офросимова — Анне, Павлу, Елизавете и Борису. Другая часть жителей деревни по-прежнему находилась в сословии лично свободных удельных крестьян.
После отмены крепостного права в 1861 году в Любощи было образовано 2 сельских общества: первое общество составили бывшие крепостные помещиков Офросимовых, второе — бывшие удельные крестьяне.
В 1866 году в деревне было 40 дворов, проживали 347 человек (165 мужского пола и 182 женского), действовали мельница, маслобойня и крупорушня. Деревня была частью прихода Воскресенского храма соседнего села Упорой. В то время Любощь входила в состав Домаховской волости Дмитровского уезда Орловской губернии. 
В 1897 году в деревне было 99 крестьянских хозяйств, 101 жилое строение, проживало 626 человек (296 мужского пола и 330 женского). 
В 1904 году в деревне было 97 дворов, проживало 686 человек (347 мужского пола и 339 женского), грамотных — 60 мужчин, 4 учащихся. Заняты промыслами 53 семьи: местными — 29, отхожими — 117 человек. Лошадей в деревне имелось 117. Быстрому росту населения в конце XIX — начале XX века способствовало открытие движения через железнодорожную станцию Комаричи в 7 км к западу от деревни.
В 1926 году в деревне было 154 двора, проживало 849 человек (392 мужского пола и 457 женского), действовали школа 1-й ступени, пункт ликвидации безграмотности. В то время Любощь входила в состав Большекричинского сельсовета Круглинской волости Дмитровского уезда. Позднее передана в Упоройский сельсовет. В 1937 году в деревне было 116 дворов. В то время в Любощи действовал колхоз «Красный Путиловец». Во время Великой Отечественной войны, с октября 1941 года по август 1943 года, находилась в зоне немецко-фашистской оккупации. После прихода немцев, осенью 1941 года, в Любощи вспыхнула эпидемия тифа, унёсшая большое количество жизней. Некоторые жители говорили, что заражённой была вода в местном колодце.
В конце 1940-х годов любощский колхоз «Красный Путиловец» был переименован в честь А. А. Жданова (председатель — Николай Иванович Никишин). В 1954 году, в связи с упразднением Упоройского сельсовета, деревня была передана в Домаховский сельсовет. В 1959 году колхоз имени Жданова был присоединён к более крупному — «Ленинское Знамя» (центр в с. Домаха). В 1964 году в Любощь было проведено электричество. В 1971 году была закрыта Любощская средняя школа, а её ученики переведены в школу соседнего села Упорой.
В 1990-е годы в деревне началось полное запустение. В Любощи оставалось жить лишь несколько пожилых людей. Последним постоянным жителем была Клавдия Никитична Поликарпова (1931—2004). В феврале 2004 года она пошла в Упорой получать пенсию. Возвращаясь в Любощь, замёрзла, не дойдя 15 метров до своего дома.

## Население
| 1866 | 1897 | 1926 | 1979 | 2002 | 2010 |
| ---- | ---- | ---- | ---- | ---- | ---- |
| 345  | ↗626 | ↗849 | ↘65  | ↘4   | ↘0   |

## Исторические фамилии
Абашины, Бычковы, Горбуновы, Губернаторовы, Жилкины, Жуковы, Кочевых, Кузюковы, Кутенковы, Митины, Никитины, Поликарповы, Ражевы, Сазоновы, Сафоновы и другие. В начале XX века более 30 фамилий.

## Персоналии
- Кочевых, Иван Павлович (1927—2003) — советский государственный и хозяйственный деятель, Герой Социалистического Труда.
- Крюков, Виктор Иванович — телевизионный режиссёр.
- Кузюков, Фёдор Фёдорович (1915—1997) — инженер, заместитель министра угольной промышленности СССР, Герой Социалистического Труда.
- Сафонов, Василий Петрович (1889—1975) — участник Первой Мировой войны, полный Георгиевский кавалер.